# Cát Tường (diễn viên)
Nguyễn Trí Cát Tường (sinh ngày 12 tháng 12 năm 1977), thường được biết đến với nghệ danh Cát Tường, là một nữ diễn viên kiêm người dẫn chương trình truyền hình người Việt Nam. Cô được phong tặng danh hiệu Nghệ sĩ Ưu tú vào năm 2019.

## Sự nghiệp
Cát Tường sinh tại Huế. Năm 4 tuổi gia đình cô chuyển về Vĩnh Long. Năm 1995, Cát Tường lên Thành phố Hồ Chí Minh lập nghiệp. Cô đậu thủ khoa đầu vào của Đại học Sân khấu - Điện ảnh Thành phố Hồ Chí Minh. Khi ra trường Cát Tường vào biên chế Nhà hát kịch Thành phố Hồ Chí Minh.
Từ năm 1996 đến 2001 Cát Tường làm ca sĩ, đoạt được giải ba cuộc thi Tiếng hát Truyền hình Thành phố Hồ Chí Minh năm 1996.
Năm 2001 cô lập gia đình và tạm dừng các hoạt động nghệ thuật. Năm 2006 cô quay lại Thành phố Hồ Chí Minh làm diễn viên tại sân khấu kịch 5B Võ Văn Tần với nhiều vai diễn. Với sân khấu kịch nói cô có được những thành công như huy chương vàng tại Hội diễn kịch nói chuyên nghiệp toàn quốc 2009, huy chương bạc tại Liên hoan Sân khấu kịch nói chuyên nghiệp toàn quốc 2012, huy chương vàng tại Liên hoan sân khấu chuyên nghiệp toàn quốc 2015.
Cát Tường tham gia điện ảnh lần đầu tiên với vai diễn phụ trong phim Gió qua miền tối sáng. Tuy nhiên vai diễn đầu tiên ghi dấu ấn của cô là Yến trong bộ phim Đồng tiền xương máu khi mới 19 tuổi. Sau đó cô đóng một vai trong bộ phim Cô gái xấu xí và nhiều bộ phim truyền hình khác.
Ngoài sự nghiệp diễn viên, Cát Tường còn là một người dẫn chương trình truyền hình. Cô nổi tiếng khi làm người dẫn chương trình (cùng với Quyền Linh) trong chương trình Bạn muốn hẹn hò.

## Phim đã tham gia

### Phim truyền hình
| Năm  | Tựa Phim                             | Vai diễn    | Nguồn |
| ---- | ------------------------------------ | ----------- | ----- |
| 1998 | Gió qua miền tối sáng                |             |       |
| 1999 | Đồng tiền xương máu                  | Yến         |       |
| 2006 | Nghề báo                             | Fami        |       |
| 2006 | Nhịp đập trái tim                    |             |       |
| 2007 | Gọi giấc mơ về                       | cô Trinh    |       |
| 2008 | Cô gái xấu xí                        | Sâm         |       |
| 2008 | Khí phách anh hùng                   |             |       |
| 2008 | Cầu vồng đơn sắc                     | Cô Nhung    |       |
| 2008 | Truy tìm dấu vết                     | Bà Lan      |       |
| 2008 | Chuyện tình công ty quảng cáo        | Thu Quế     |       |
| 2009 | Bão yêu thương / Hạnh phúc mong manh |             |       |
| 2009 | Đôi mắt của biển                     | Bà Tâm      |       |
| 2010 | Cuộc gọi lúc 0 giờ                   | Hồng Kim    |       |
| 2010 | Quý cô tuổi dần                      | Phương Thùy |       |
| 2010 | Những ông bố độc thân                | Kim Anh     |       |
| 2011 | Dòng đời nghiệt ngã                  | Bà Dung     |       |
| 2011 | Cuộc chiến trên sông                 |             |       |
| 2011 | Mùi vị hạnh nhân                     | Bà Loan     |       |
| 2011 | Chân tình                            | Bà Tuyền    |       |
| 2011 | Những cơn mưa tình yêu               | Bà Hương    |       |
| 2012 | Số phận bị đánh cắp                  |             |       |
| 2012 | Một nửa yêu thương                   | Bà Mỹ Chi   |       |
| 2012 | Tình ca cao                          | Út Hoa Cà   |       |
| 2012 | Những cô nàng độc thân làm mẹ        | Sếp Hương   |       |
| 2012 | Chuyện làng bè                       | Tám Liễu    |       |
| 2012 | Vườn yêu                             | Bà Cẩm      |       |
| 2012 | Đôi bờ                               | Bà Tư Cận   |       |
| 2013 | Hương sầu riêng                      |             |       |
| 2013 | Hồ sơ đen                            |             |       |
| 2013 | Ranh giới mong manh                  | Bà Quyết    |       |
| 2013 | Bóng tối rực rỡ                      |             |       |
| 2013 | Sông trôi muôn hướng                 | Thúy Diễm   |       |
| 2014 | Đường chân trời                      | Tuyết Ngân  |       |
| 2014 | Chào buổi sáng, em yêu!              | Bà Lý       |       |
| 2014 | Hợp đồng scandal                     |             |       |
| 2014 | Gái ế kén chồng                      |             |       |
| 2014 | Gỡ rối tơ lòng                       | Bà Thy      |       |
| 2014 | Trở về 3                             | Bà Lai      |       |
| 2014 | Kẻ bán linh hồn                      | Bà Nương    |       |
| 2014 | Huyền thoại tím                      | Bà Trúc     |       |
| 2014 | Tình cù lần                          | Bà Phượng   |       |
| 2015 | Biệt thự hoa hồng                    | Bà Đào Phi  |       |
| 2015 | Bình minh trên ngọn lửa              | Bà Ngọc     |       |
| 2015 | Hạnh phúc bắt tận                    | Hiếu        |       |
| 2015 | Đò dọc                               |             |       |
| 2015 | Sóng gió gia đình                    | Bà Loan     |       |
| 2015 | Chuyện tình rừng ngập mặn            | Bà Tư Măng  |       |
| 2016 | Máu chảy về tim                      | Bà Hạnh     |       |
| 2016 | Dệt nắng cho ngày dài hơn            | Bà Bích     |       |
| 2016 | Chuyện gia đình vàng                 |             |       |
| 2016 | Mùi đời                              | Bà Xuân     |       |
| 2016 | Bản năng thép                        | Hoa         |       |
| 2017 | Bến nước mười ba                     | Bà Phương   |       |
| 2017 | Màu thứ 8 của tình yêu               | Bà Hoa Hoè  |       |
| 2017 | Phục hận                             | Bà Mai      |       |
| 2020 | Gạo nếp gạo tẻ 2                     | Bà Quỳnh    |       |
| 2020 | Nhất gia bách truyện                 | Mỹ Hạnh     |       |
| 2021 | Kiếm chồng cho mẹ chồng              | Bà Trúc     |       |
| 2022 | Tình thắm duyên xuân                 | Bà Ba Sen   |       |
| 2023 | Hạ cuối tình đầu                     | Khách mời   |       |
| 2024 | Hạnh phúc bị đánh cắp                | Bà Điệp Xù  |       |

### Phim điện ảnh
| Năm  | Tựa Phim           | Vai diễn  | Nguồn |
| ---- | ------------------ | --------- | ----- |
| 1998 | Hải Nguyệt         | Hải Đường |       |
| 2013 | Nhà có 5 nàng tiên | Bà Thu    |       |
| 2013 | Đường đua          |           |       |
| 2016 | Tía tui là cao thủ | Bà Liên   |       |

### Web Drama
| Năm  | Tựa Phim                    | Vai diễn  | Nguồn |
| ---- | --------------------------- | --------- | ----- |
| 2020 | Nhà trọ có quá trời phòng 2 | Chị Linda |       |

## Các chương trình tham gia
- Bạn muốn hẹn hò - MC - HTV7
- Hẹn ăn trưa - MC 2019 - HTVC Thuần Việt
- Sức sống thanh xuân - MC 2019 - HTV7
- Tình khúc giao mùa - MC 2020 - HTV7
- Gia đình hoàn mỹ - MC - VTV9
- Hát câu chuyện tình - người kể chuyện 2017 - THVL1
- Sau ánh hào quang - khách mời 2017 - HTV7
- Siêu sao đoán chữ - ban bình luận - HTV7
- Bạn có thực tài - ban bình luận - HTV7
- Người kết nối - HTV7
- Không giới hạn - sasuke Việt Nam - khách mời (2018) - VTV3
- Đêm tiệc cùng sao (2018)- VTV3
- Bạn đời ăn ý - ban bình luận (2019) - HTV7
- Sự thật thật sự - ban bình luận (2019) - HTV7
- Vượt thành chiến - khách mời (2019) - VTV3
- Giác quan thứ 6 - khách mời (2019) - VTV3
- Ký ức vui vẻ - khách mời (2019) - VTV3
- Gà đẻ trứng vàng - người chơi (2019) - VTV3
- Người bí ẩn - người chơi (2019) - HTV7
- Sàn chiến giọng hát - nhà đầu tư (2019) - VTV3
- Úm ba la ra chữ gì - khách mời (2019) - VTV3
- Tường lửa - khách mời (2019) - VTV3
- Chín người mười ý - khách mời (2020) - THVL1
- Chọn đâu cho đúng - khách mời (2020) - VTV3
- Giải mã tri kỷ - khách mời (2020) - THVL1
- Chân ái - MC cùng Xuân Bắc - VTV3
- Tình Bolero 2020 - Ca sĩ khách mời tập 11 - THVL1
- Gõ cửa thăm nhà - MC cùng Quốc Thuận - HTV7
- 1001 Sự thật về Cát Tường - Talkshow trên trang youtube Nguyễn Trí Cát Tường
- Bộ 3 siêu đẳng (2020) - VTV3
- Ký ức vui vẻ - khách mời (2020) - VTV3
- Lạ lắm à nha - nhân vật bí ẩn (2021) - VTV3

## Gia đình
Năm 2001, Cát Tường lập gia đình. 1 năm sau kết hôn, hai vợ chồng sinh được một con gái là Nguyễn Cát Tường An (Na Uy) , tuy nhiên đã sớm chia tay khi con còn nhỏ. Cát Tường nuôi con và từ đó đến nay chưa kết hôn thêm lần nào.

## Giải thưởng
- Thủ khoa đầu vào sân khấu điện ảnh Thành phố Hồ Chí Minh
- Giải ba Tiếng hát Truyền hình Thành phố Hồ Chí Minh năm 1996
- Giải 3 cuộc thi giáo viên dạy giỏi ngành dạy nghề toàn quốc 2006
- Huy chương vàng Hội diễn kịch nói chuyên nghiệp toàn quốc 2009 (vai Bà Tâm trong vở "Đôi mắt của biển")
- Huy chương Bạc liên hoan sân khấu kịch chuyên nghiệp toàn quốc 2012 cho vai diễn bà Tư cận vở " Đôi Bờ"
- Huy chương Vàng liên hoan sân khấu kịch chuyên nghiệp toàn quốc 2015 cho vai diễn bà Annabella vở "Vũ Nữ" của Buffalo.
- Tháng 8-2019 được nhà nước phong tặng Nghệ sĩ ưu tú.
- Huy chương bạc tại Liên hoan kịch nói toàn quốc 2021
- Huy chương vàng tại Liên hoan sân khấu thủ đô lần 5 tại Hà Nội 2022 cho vở "Câu hát tìm nhau"
- Huy chương vàng tại Liên hoan Kịch nói toàn quốc 2024, với vở diễn 'Hai người mẹ'.
- Huy chương Bạc tại Liên hoan sân khẩu TP HCM lần I "Vương Quốc Tâm Hồn"